# Davey von Bohlen

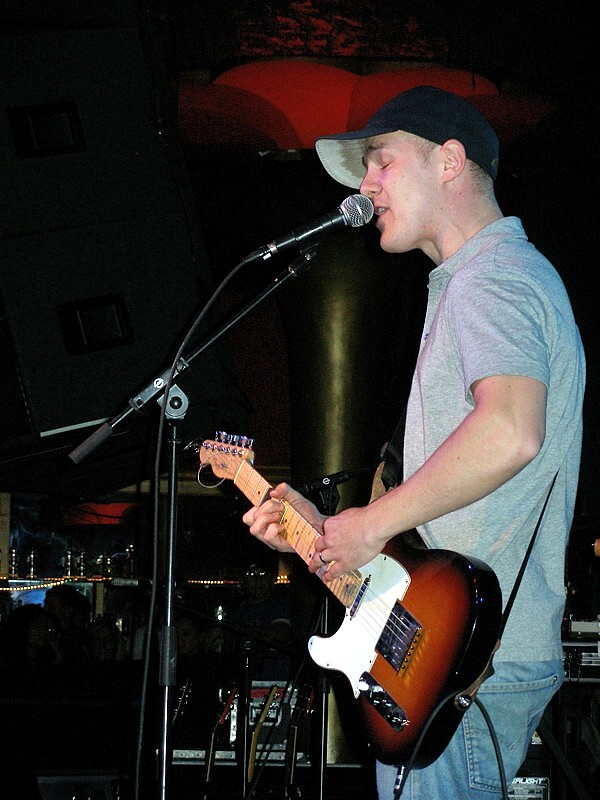
Davey von Bohlen 2007

Davey von Bohlen (* 11. August 1975 in Milwaukee) ist ein US-amerikanischer Emo- und Indie-Rock-Musiker und Songwriter. Derzeit (Stand 2007) ist er Frontman bei Maritime. Er ist bekannt für seine Bühnenpräsenz und seine entscheidenden Beiträge zur Entwicklung der Emo-Szene.

## Werdegang
Als Jugendlicher war Davey von Bohlen Mitglied in der legendären Emocore-Band Cap’n Jazz, in der auch die Brüder Mike Kinsella und Tim Kinsella, Victor Villarreal und Sam Zurick spielten, die alle später in der Chicagoer Szene tonangebend sein sollten. Nach deren Auflösung 1995 gründete er die Band The Promise Ring, mit der er einige erfolgreiche Longplayer einspielte. 1999 startete er ein weiteres Projekt unter dem Namen Vermont, in dem der Sound der aktuellen Formation Maritime auch seinen Ursprung hat. 2001 sang von Bohlen auch bei den Studioaufnahmen von Jimmy Eat Worlds Album Bleed American, bei dem Lied A Praise Chorus.
Im April 2002 wurde bei Davey von Bohlen ein Gehirntumor entdeckt, der bereits seit zwei Jahren zu immer wiederkehrenden Kopfschmerzen geführt hatte. Der Tumor konnte operativ entfernt werden und erwies sich als gutartig, so dass van Bohlen später wieder ins Studio gehen und sogar auf Tour gehen konnte.

## Bands und Projekte
- 1989 – 1995 Cap’n Jazz
- 1996 – 2002 The Promise Ring
- 1999 – 2001 Vermont
- 2003 – heute Maritime

## Diskographie
- 2015: Magnetic Bodies/Maps Of Bones – Maritime
- 2011: Human Hearts – Maritime
- 2007: Heresey And The Hotel Choir – Maritime
- 2006: We, The Vehicles – Maritime
- 2004: Glass Floor – Maritime
- 2003: Adios EP – Maritime
- 2003: All the Real Girls Soundtrack – The Promise Ring
- 2002: Stop Playing Guitar 7" – The Promise Ring
- 2002: Wood/Water LP – The Promise Ring
- 2000: Calling Albany EP – Vermont
- 2001: Jimmy Eat World – Jimmy Eat World (Gesang)
- 2001: Mark Mallman And Vermont – Vermont
- 2001: Centro-Matic Split-LP – Vermont
- 2000: A Very Milky Christmas Compilation – The Promise Ring
- 2000: Electric Pink EP – The Promise Ring
- 2000: Kindercore 50 Compilation – Vermont
- 2000: No-Fi Trash Compilation – The Promise Ring
- 2000: Encapsulated Compilation – The Promise Ring
- 1999: Very Emergency – The Promise Ring
- 1999: Christmas Two Compilation – Vermont
- 1999: Living Together EP – Vermont
- 1998: Boys + Girls EP – The Promise Ring
- 1998: Where is My Mind? – A Tribute To The Pixies Compilation – The Promise Ring
- 1998: Ida Split-EP – Vermont
- 1997: The Basement Recordings: Live at Cicero's Compilation – The Promise Ring
- 1997: Analphabetapolothology – Cap’n Jazz
- 1997: Don’t Forget to Breathe Compilation – The Promise Ring
- 1997: Nothing Feels Good – The Promise Ring
- 1997: The Horse Latitudes – The Promise Ring
- 1996: 30° Everywhere – The Promise Ring
- 1996: Ground Rule Double Compilation – The Promise Ring
- 1996: E. Texas Ave. Split-EP – The Promise Ring
- 1996: Falsetto Keeps Time EP – The Promise Ring
- 1996: Ooh Do I Love You  Compilation – The Promise Ring
- 1996: Watertown Plank 7" – The Promise Ring